# Кузнецово (Псковский район)
Кузнецово — деревня в Тямшанской волости Псковского района Псковской области России.
Расположена на побережье реки Великая, в 14 км к юго-западу от города Пскова и в 9 км к юго-востоку от деревни Тямша. Западнее расположена деревня Покрутище, а восточнее — Выбуты.

## Население
| 2001 | 2002 | 2010 |
| ---- | ---- | ---- |
| 17   | ↘12  | ↘8   |